# Беррідейл (Флорида)
Беррідейл (англ. Berrydale) — переписна місцевість (CDP) в США, в окрузі Санта-Роза штату Флорида. Населення — 348 осіб (2020).

## Географія
Беррідейл розташований за координатами 30°53′25″ пн. ш. 87°2′12″ зх. д. / 30.89028° пн. ш. 87.03667° зх. д. (30.890253, -87.036732).  За даними Бюро перепису населення США в 2010 році переписна місцевість мала площу 22,40 км², з яких 22,35 км² — суходіл та 0,05 км² — водойми.

## Демографія
Згідно з переписом 2010 року, у переписній місцевості мешкала 441 особа в 120 домогосподарствах у складі 87 родин. Густота населення становила 20 осіб/км².  Було 141 помешкання (6/км²).
Расовий склад населення:
| - 82,5 % — білих - 15,0 % — чорних або афроамериканців - 1,1 % — корінних американців |

До двох чи більше рас належало 1,4 %. Частка іспаномовних становила 2,3 % від усіх жителів.
За віковим діапазоном населення розподілялося таким чином: 18,6 % — особи молодші 18 років, 70,1 % — особи у віці 18—64 років, 11,3 % — особи у віці 65 років та старші. Медіана віку мешканця становила 35,9 року. На 100 осіб жіночої статі у переписній місцевості припадало 200,0 чоловіків;  на 100 жінок у віці від 18 років та старших — 209,5 чоловіків також старших 18 років.
Середній дохід на одне домашнє господарство  становив 70 153 долари США (медіана — 69 803), а середній дохід на одну сім'ю — 73 150 доларів (медіана — 62 065). За межею бідності перебувало 11,2 % осіб, у тому числі 0,0 % дітей у віці до 18 років та 0,0 % осіб у віці 65 років та старших.
Цивільне працевлаштоване населення становило 147 осіб. Основні галузі зайнятості: науковці, спеціалісти, менеджери — 25,9 %, фінанси, страхування та нерухомість — 24,5 %, роздрібна торгівля — 15,0 %, будівництво — 10,9 %.